# Wijkia filipendula
Wijkia filipendula är en bladmossart som beskrevs av H. Crum 1971. Wijkia filipendula ingår i släktet Wijkia och familjen Sematophyllaceae. Inga underarter finns listade i Catalogue of Life.